# フェデリコ・デル・クポロ
フェデリコ・デル・クポロ（Federico Del Cupolo, 1884年11月1日 - 1974年5月6日）は、イタリアの指揮者。
ナポリの生まれ。
10歳の頃からジロラミーニ教会の聖歌隊員として音楽教育を受け、ピエトロ・マスカーニの推薦を受けてナポリ音楽院に進学。18歳でカゼルタのチマローザ劇場で指揮者としてデビューを果たした。
以後、ヨーロッパ各国からウルグアイ、チリ、ブラジルなどにも足を運び、オペラ指揮者として活躍した。
マスカーニやイルデブランド・ピツェッティらと親交を結び、マスカーニの《小マラー》などではオーケストレーションについて作曲者の相談に乗っている。
ミラノにて没。